# تپه گورستان کانی اشکوت
تپه قبرستان کانی اشکوت مربوط به دوره اشکانیان - دوره ساسانیان است و در شهرستان پیرانشهر، بخش لاجان، دهستان لاهیجان شرقی، روستای کانی اشکوت واقع شده و این اثر در تاریخ ۷ اسفند ۱۳۸۵ با شمارهٔ ثبت ۱۷۶۸۸ به‌عنوان یکی از آثار ملی ایران به ثبت رسیده است.